# 宜蘭國民運動中心
宜蘭國民運動中心為宜蘭縣首座大型綜合運動場館，位於宜蘭縣立體育場旁，為地上二層之建築物。於2019年5月完工，2019年10月19日開始試營運，2019年11月1日正式營運。

## 設施介紹
1F
- 室內溫水游泳池
- 多功能綜合球場
- 室內8米攀岩場
- 韻律教室
- 社區教室
- 餐飲部
- 販賣部

2F
- 體適能中心
- 桌球教室
- 飛輪教室

## 外部連結
- 宜蘭國民運動中心（页面存档备份，存于）
- 宜蘭國民運動中心的Facebook專頁
- YouTube上的宜蘭國民運動中心頻道